# کارولین بورکل
کارولین بورکل (به انگلیسی: Caroline Burckle) (زادهٔ ۲۴ ژوئن ۱۹۸۶) شناگر اهل ایالات متحده آمریکا است.